# Паскаль (фильм)
«Паскаль» (фр. Blaise Pascal) — телефильм режиссёра Роберто Росселлини, вышедший на экраны в 1972 году.

## Сюжет
Фильм охватывает жизнь великого французского мыслителя Блеза Паскаля с 1640 года, когда он 17-летним юношей переехал в Руан, где отец получил должность королевского интенданта, до его смерти в 1662 году. Показано, как совсем молодым человеком он пишет свой первый научный труд, посвящённый коническим сечениям, и создаёт свою знаменитую счётную машину. Вскоре здоровье Паскаля ухудшается. Тем не менее, он продолжает много работать, развивая свою теорию вакуума и много рассуждая на религиозные темы.

## В ролях
- Пьер Ардити — Блез Паскаль
- Рита Форцано — Жаклин Паскаль, сестра Блеза
- Джузеппе Аддоббати — Этьен Паскаль, отец Блеза
- Кристиан де Сика — лейтенант-преступник
- Ливио Галасси — слуга Жак
- Бруно Каттанео — Адриен Дешам
- Тереза Риччи — Жильберта Паскаль, сестра Блеза
- Клод Бакс — Рене Декарт
- Бернар Ригаль — канцлер Сегье
- Жан-Доминик де ла Рошфуко — отец Ноэль
- Марко Бонетти — Артюс Гуфье